# Adriano Sofri
Adriano Sofri (Trieste, 1º agosto 1942) è uno scrittore, opinionista e attivista italiano, ex leader di Lotta Continua, condannato a ventidue anni di carcere – dopo un lungo iter giudiziario – quale mandante, assieme a Giorgio Pietrostefani, dell'omicidio del commissario di polizia Luigi Calabresi, avvenuto nel 1972, mentre come esecutori materiali furono condannati i due militanti di Lotta Continua Leonardo Marino e Ovidio Bompressi.
Arrestato nel 1988 e poco dopo rinviato a giudizio, fu condannato e incarcerato per il reato di concorso morale in omicidio, dapprima nel 1990 e poi in via definitiva nel gennaio 1997 (con l'eccezione di circa 6 mesi tra il 1999 e il 2000 a causa della revisione del processo). Scontò la pena dal 2005 in regime di semilibertà e dal 2006 di detenzione domiciliare, a causa di problemi di salute, venendo scarcerato nel gennaio 2012 per decorrenza della pena, che era stata ridotta a 15 anni per effetto dei benefici di legge.
Pur assumendosi la corresponsabilità morale dell'omicidio, a causa della campagna di stampa diretta contro il commissario portata avanti assieme agli altri membri di Lotta Continua, Sofri si è sempre proclamato innocente per quanto riguarda l'accusa penale, così come affermato anche dai coimputati, a eccezione di Marino, reo confesso. Un ampio movimento innocentista ha sostenuto negli anni l'estraneità di Sofri al delitto, ricordando le contraddizioni di Marino, in particolare il fatto che Sofri avrebbe ordinato il crimine solo concedendo una sorta di "silenzio-assenso" dagli innocentisti ritenuto non verificabile.

## Biografia
Adriano Sofri è nato a Trieste. Il padre, di origine meridionale, era nella Marina Militare, mentre la madre, triestina, era insegnante. Ha un fratello maggiore, Gianni, storico e saggista, e una sorella, Stella. Trascorse l'infanzia a Taranto, poi a Milano, Palermo e Roma dove studiò al liceo Virgilio.
Nel 1960 entrò alla Scuola Normale Superiore come studente di storia della filosofia. In quegli anni conobbe Carlo Ginzburg, Adriano Prosperi e Umberto Carpi, anch'essi studenti, ed ebbe tra i suoi professori Delio Cantimori.
Nel marzo 1963, quando Palmiro Togliatti visitò Pisa e raccontò agli studenti il suo rientro in Italia e la svolta di Salerno, riferendo che «il generale MacFarlane si meravigliò con me che il PCI non volesse fare la rivoluzione», Sofri intervenne affermando che «ci voleva l'ingenuità d'un generale americano per pensare che un partito che si proclamava comunista volesse il comunismo», al che il segretario comunista ribatté: «Devi ancora crescere. Provaci tu, a fare la rivoluzione», e Sofri concluse: «Ci proverò, ci proverò».
Venne espulso dalla Normale nel 1963 per «infrazione disciplinare», dopo essere stato in precedenza sospeso: l'ordinamento della Scuola non permetteva agli studenti di accogliere donne in dormitorio, ma Sofri vi fu sorpreso con colei che sarebbe poi divenuta sua moglie. Si laureò quindi nel 1964, all'Università di Pisa con una tesi sul giovane Antonio Gramsci.
Fu attivo nella sinistra operaista italiana sin dai primi anni sessanta: collaborò alla rivista Classe operaia, fu tra i fondatori del movimento Il potere operaio pisano,
Nel 1970 fu brevemente arrestato dopo una manifestazione a Torino.
Sposato negli anni sessanta con Alessandra Peretti, è padre di due figli: Luca, giornalista, e Nicola. Dal 1972 Sofri è stato legato a Randi Krokaa (1944-2007). Sofri è ateo, anche se ha dichiarato di essersi riavvicinato ad una fede personale negli anni della maturità.

### L'attività politica in Lotta Continua
Negli anni settanta Sofri fu il fondatore e tra i leader principali di Lotta Continua, una delle principali formazioni della sinistra extraparlamentare marxiste. Lotta Continua si distinse per l'attività politica in aperto contrasto con le forze del Parlamento. Nel 1975, alle elezioni amministrative, Lotta Continua appoggiò le liste del Partito Comunista Italiano. Successivamente, alle elezioni legislative del 1976, L.C. si unì col PDUP e Avanguardia Operaia dando vita al cartello elettorale denominato Democrazia Proletaria. Dall'insuccesso dell'avventura elettorale, e sotto l'incalzare della componente femminista, L.C. al congresso di Rimini, tenutosi tra il 31 ottobre e il 4 novembre dello stesso anno, implose: la formazione politica si sciolse, ma rimase il giornale che divenne megafono quotidiano del movimento del Settantasette.

#### La campagna contro Calabresi

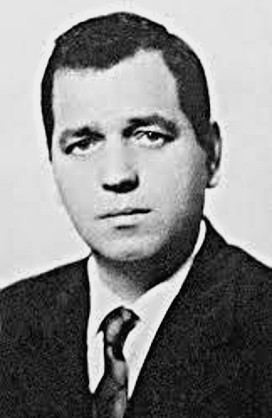
Giuseppe Pinelli, ferroviere e anarchico

Nel periodo 1969-1972, dalle pagine dell'omonimo giornale, sul quale Adriano Sofri scriveva e di cui fu anche direttore, la formazione attaccò fortemente, tra gli altri, il commissario Luigi Calabresi. Fino a poco prima dell'omicidio, il commissario era stato pubblicamente accusato dagli anarchici e da Sofri stesso, per mezzo di una ampia campagna sulla stampa, di essere il principale responsabile della morte dell'anarchico Giuseppe Pinelli, precipitato da una finestra della Questura di Milano durante l'interrogatorio relativo alla strage di piazza Fontana, del quale era accusato assieme a Pietro Valpreda (entrambi risulteranno poi estranei).
La campagna venne sostenuta anche da molti giornali e riviste, e numerosissime firme del mondo culturale (come nella famosa lettera aperta a L'Espresso sul caso Pinelli). Un articolo anonimo pubblicato da Lotta Continua diceva:
(Articolo su Lotta Continua del 6 giugno 1970, pagina 15)

La citazione sul "bufalo inferocito" secondo quanto ipotizzato da Sofri sarebbe forse di origine maoista. L'articolo, intitolato Un'amnistia per Calabresi, contiene anche una vignetta con Calabresi raffigurato come un boia accanto a una ghigliottina, però prende le distanze dalle frasi murali che invitano a uccidere il commissario, in quanto la morte avrebbe evitato il giusto processo:
Nell'articolo compaiono però anche parole di minaccia, che lo stesso Adriano Sofri ha definito in seguito "raccapriccianti", riferite al giudice Caizzi, al questore Guida e a Sabino Lo Grano di cui si parla nel paragrafo precedente:
La versione citata spesso e derivata dal libro di Gemma Capra Calabresi e Luciano Garibaldi non riporta invece le numerosi frasi sul processo; nella versione completa l'articolo appare molto pesante e duro, ma è messo bene in chiaro che Lotta Continua auspicava la condanna di Guida e Calabresi dentro un'aula di tribunale (rifiutando perciò l'amnistia che coprisse anche il reato di diffamazione mosso ad alcuni attivisti del movimento, nonostante si dica in un capoverso che non esigono una nuova denuncia), e non l'omicidio dei due funzionari, come fatto intendere nella versione "incompleta".

Quando Calabresi morì assassinato in un agguato il 17 maggio 1972 il giornale titolò: Ucciso Calabresi, il maggior responsabile dell'assassinio di Pinelli; Sofri si rifiutò di intitolare Giustizia è fatta (come gli fu chiesto da alcuni), alienandosi le simpatie di molti sostenitori, ma altresì non volle prendere le distanze dal crimine. Nell'editoriale da lui firmato, intitolato La posizione di Lotta Continua, scrisse che 
(Adriano Sofri, editoriale del 18 maggio 1972)
In un articolo del 2008 sul Foglio e il 9 gennaio 2009, in un'intervista al Corriere della Sera, pur ribadendo la sua innocenza nel delitto di concorso morale in omicidio, Adriano Sofri (poco prima dell'estinzione della pena, avvenuta tre anni dopo) si è assunto la corresponsabilità morale dell'omicidio, per aver scritto, per esempio, «Calabresi sarai suicidato» e per aver rifiutato all'epoca di deplorare il delitto.
Sofri fu uno dei pochi (un altro fu Carlo Ripa di Meana, firmatario dell'appello dell'Espresso) a chiedere perdono per la campagna stampa contro Calabresi. Già nel 1998 Sofri aveva espresso parole di condanna per il delitto Calabresi, e presentato scuse pubbliche alla vedova del commissario per aver contribuito a istigare al linciaggio nei confronti del marito, «con l'uso di termini e l'evocazione di sentimenti detestabili allora e tanto più detestabili e orribili oggi»; Sofri si assunse quindi la colpevolezza di aver compiuto un'istigazione a delinquere, pur dicendosi sempre innocente a livello penale per quanto riguarda l'ideazione e l'esecuzione dell'omicidio, e vittima di un errore giudiziario.
Secondo il giornalista Giampiero Mughini (ex membro della formazione extraparlamentare e per un periodo direttore del quotidiano), in Lotta Continua molti, compreso Sofri, sapevano che qualcuno stava preparando il delitto, ma egli ne sarebbe comunque estraneo per quanto riguarda la realizzazione.

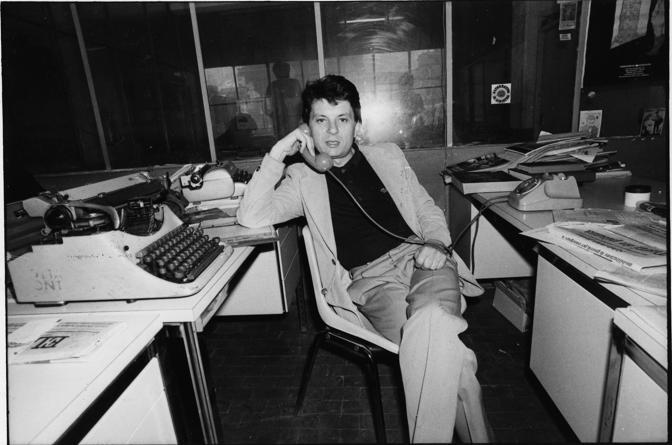
Sofri nella redazione di Lotta Continua.

#### Vicende successive
Secondo quanto affermato da Sofri nel 2007 (in un articolo che non era in relazione col processo), un dirigente degli apparati di sicurezza (secondo Sofri «affari riservati», come l'omonimo ufficio del Ministero dell'Interno, allora diretto da Federico Umberto D'Amato, un importante funzionario sospettato di legami con la strategia della tensione in Italia e con l'estrema destra), nei primi anni settanta, gli avrebbe proposto di agire insieme (una sorta di prassi di infiltrazione – o di uso spregiudicato degli informatori – attuata forse dai servizi segreti deviati, come avvenuto ad esempio per la strage di piazza Fontana con Guido Giannettini e Carlo Digilio, e anche con il citato Gianfranco Bertoli) facendogli capire che voleva compiere un omicidio, cosa rifiutata da Sofri.
Ancora prima della vicenda giudiziaria, Sofri abbandonò la politica attiva, dedicandosi solo al giornalismo e spostandosi dalle posizioni comuniste movimentiste a quelle più socialiste e socialdemocratiche, divenendo un intellettuale molto vicino alla sinistra progressista.
Arrestato e rilasciato dopo pochi mesi nel 1988, fu condannato nel 1990, e nel 1997 in via definitiva, insieme a Giorgio Pietrostefani e Ovidio Bompressi, come mandante dell'omicidio Calabresi, in seguito alla confessione e testimonianza di Leonardo Marino (ex-militante di Lotta Continua); Sofri si è sempre dichiarato estraneo alla vicenda e non ha mai presentato richiesta di grazia, che pure è stata invocata da diversi giornalisti e intellettuali.
Il 16 gennaio 2012 viene scarcerato per decorrenza della pena.

### L'attività letteraria e di opinionista

Adriano Sofri tiene un discorso in ricordo di Alceste Campanile (1975)

Dagli anni ottanta, abbandonata la militanza politica, si è dato all'attività di studio e pubblicistica in campo storico-politico con numerosi articoli e saggi. Prima del carcere scrisse importanti reportage per l'Unità e L'Espresso. Nel 1980 seguì con altri giornalisti tra cui Oriana Fallaci il viaggio diplomatico in Cina di Sandro Pertini.
Testimone attento, ma raramente distaccato, si appassionò in particolare a due cause: quella dell'indipendenza della Cecenia e quella di Sarajevo, durante la guerra in Bosnia ed Erzegovina (fu anche inviato di guerra nella capitale bosniaca), esprimendosi contro la politica della Russia, e della Serbia nel corso delle guerre jugoslave. Nel 1996, in Cecenia, fece da mediatore per il rilascio di due cooperanti italiani sequestrati da un gruppo di indipendentisti.
Negli anni del carcere Sofri ha scritto molto; una breve, ma assai intensa, rubrica quotidiana su Il Foglio (Piccola posta, sul quotidiano fondato dall'amico Giuliano Ferrara, che da sempre ha dato ospitalità a Sofri pur essendo un giornale vicino alle posizioni del centrodestra), una collaborazione regolare con la Repubblica e la rubrica Dopotutto sull'ultima pagina di Panorama, interrotta quando Maurizio Belpietro è diventato direttore del settimanale. Nel 2015 ha cessato la sua collaborazione con la Repubblica dopo che Ezio Mauro ha annunciato l'imminente termine della sua direzione del giornale; al posto di Mauro è divenuto direttore Mario Calabresi, il figlio del commissario Calabresi. Mario Calabresi e Sofri erano già stati colleghi a la Repubblica, pur senza vedersi mai di persona al di fuori di due fugaci incontri nel processo.
Nel 2001 scrisse una lettera-articolo a Oriana Fallaci, in risposta a La rabbia e l'orgoglio, ma sarà pubblicata su ll Foglio solo nel 2016.
In alcuni articoli si è schierato a favore di un intervento militare nella guerra civile siriana e contro lo Stato Islamico; Sofri considera alcune guerre, come quella del Kosovo, come azioni di polizia internazionale. Tuttora scrive su Il Foglio e i suoi interventi sono ripresi anche da una pagina Facebook gestita personalmente intitolata Conversazione con Adriano Sofri, in cui commenti fatti di cronaca, di politica, di costume e di storia recente. Diversi articoli di Sofri vertono principalmente su diritti e libertà civili, e sui diritti umani in Italia e nel mondo. 
È stato iscritto molte volte al Partito Radicale e nel 2008 ha espresso appoggio per il Partito Democratico allora guidato da Walter Veltroni.
Oltre che contro la pena di morte, Sofri si è pronunciato contro l'ergastolo, per l'abolizione dell'ergastolo ostativo dall'ordinamento italiano, del 41bis e per i diritti dei detenuti, esprimendo posizioni garantiste e contro il populismo penale.
Nel 2016 e in seguito si è occupato particolarmente della situazione di Siria e Iraq, visitando anche i campi profughi degli Yazidi nel Kurdistan iracheno e realizzando numerosi servizi dall'Iraq per Il Foglio, mentre nel 2022 ha visitato come inviato giornalistico Cherson, Odessa e altri luoghi in Ucraina durante la guerra.

## La vicenda giudiziaria

### L'omicidio Calabresi e il «caso Sofri»

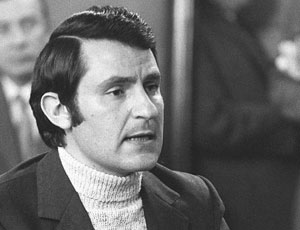
Il commissario Luigi Calabresi.

Dopo l'assassinio del commissario le indagini furono assai lente. Ci furono molti depistaggi e il caso rimase a lungo uno dei misteri d'Italia. Furono sospettati, di volta in volta, il neofascista e membro delle SAM Gianni Nardi, più volte arrestato per traffico d'armi e di esplosivi, il quale morì in un sospetto incidente d'auto prima che si chiarisse la sua posizione in merito a quest'ultima accusa. Inoltre i rapporti di Calabresi su quell'indagine non sono mai stati trovati; altri sospetti furono il defunto fondatore dei GAP Giangiacomo Feltrinelli (indicato da uno dei leader di Potere Operaio, Oreste Scalzone, come mandante) e il futuro brigatista (all'epoca membro di spicco di Potere Operaio e in seguito capo della colonna romana) Valerio Morucci. Le BR, nelle cosiddette inchieste di Robbiano di Mediglia, sospettarono invece che il delitto fosse maturato all'interno di Lotta Continua. Secondo il perito del processo a Sofri, Renato Evola, uno degli identikit (da lui eseguiti in seguito), del killer di Calabresi era simile alle fattezze di Gianfranco Bertoli, il terrorista infiltrato tra gli anarchici, autore della strage della Questura di Milano (1973), il quale si trovava però in Israele nel 1972.
Nel 1988, sedici anni dopo i fatti, Leonardo Marino, nel 1972 militante di Lotta Continua, confessò davanti ai giudici di essere stato uno dei due membri del commando che aveva ucciso il commissario. Disse di aver guidato l'auto usata per l'omicidio, e accusò Ovidio Bompressi di aver esploso i colpi che uccisero Calabresi; aggiunse che ricevettero l'ordine di compiere l'omicidio da Adriano Sofri e Giorgio Pietrostefani, allora leader del movimento. Sofri, Marino e Bompressi furono arrestati, ma successivamente rilasciati in attesa del processo.
Marino descrisse i particolari dell'attentato, anche se con alcune imprecisioni: il delitto fu accuratamente preparato, le armi furono prelevate da un deposito il giorno 14 maggio, la macchina fu rubata nella notte del 15 maggio, e l'azione venne eseguita il 17 maggio.
Vi furono alcuni riscontri alle sue parole anche nelle intercettazioni telefoniche allegate agli atti del processo, le quali tuttavia non erano incriminanti, ma riportavano solo le richieste d'aiuto della compagna di Sofri ad alcuni amici, per aiutare Sofri, Pietrostefani e Bompressi tramite una campagna-stampa innocentista e di solidarietà; tra i contattati, Giuliano Ferrara, Gad Lerner e Claudio Martelli.

#### L'arresto e il processo
Sofri, Bompressi, Pietrostefani e Marino furono brevemente arrestati nel 1988, per alcuni mesi (dal 28 luglio al 6 settembre, quando furono posti agli arresti domiciliari, poi scarcerati per decorrenza dei termini). Il giudice Antonio Lombardi, accogliendo le richieste del pubblico ministero Ferdinando Pomarici, rinviò a giudizio i quattro indiziati il 28 giugno 1989 assieme ad altri 13 ex militanti di Lotta Continua, accusati da Marino di aver partecipato con lui a diverse rapine. Per altre 22 persone, tra cui i maggiori dirigenti di LC, si dichiarò il non luogo a procedere; alla fine furono condannati solo in quattro.

L'arresto di Adriano Sofri nel 1988.

La magistratura, dopo un lungo iter giudiziario, ha sentenziato nel gennaio del 1997 la condanna in via definitiva di Sofri, Bompressi e Pietrostefani a 22 anni di reclusione per l'omicidio di Luigi Calabresi e di Marino a 11.
Sofri e Pietrostefani furono processati come mandanti dell'omicidio, seguendo la normativa penale ordinaria in vigore nel 1972. Non fu contestato il reato di banda armata (art. 306) né circostanze come l'associazione sovversiva (art. 270), o l'attentato con finalità di eversione (art. 280), cioè nessuna delle fattispecie previste dall'ordinamento italiano quali mezzi di contrasto del terrorismo politico-ideologico, introdotte con le leggi speciali nel periodo 1977-1980. Non fu contestata neanche l'associazione per delinquere.
Sofri, Bompressi e Pietrostefani si sono costantemente dichiarati innocenti, condotta processuale che (come risulta dalle motivazioni delle molteplici sentenze) è stata ritenuta ostativa della concessione delle attenuanti generiche prevalenti, anche se la pena irrogata è stata comunque più bassa rispetto alle normali condanne per omicidio volontario premeditato, a sfondo politico. Sono state escluse tutte le aggravanti particolari e concesse invece le attenuanti generiche equivalenti. I primi gradi del processo si svolsero, in maniera anomala, secondo il vecchio codice di procedura penale.
Tutti gli imputati sono stati condannati per il reato di concorso in omicidio (in base all'articolo 575 del codice penale italiano che stabilisce la pena della «reclusione non inferiore ad anni ventuno» per omicidio doloso e all'articolo 71 sul concorso di reati, che stabilisce come pena massima i 30 anni). Sofri e Pietrostefani hanno ricevuto la condanna per la fattispecie di «concorso morale in omicidio», Marino per concorso in omicidio volontario con numerose attenuanti, Bompressi per concorso materiale in omicidio volontario. La premeditazione (una delle motivazioni per la possibile richiesta di ergastolo o di 30 anni) non è stata considerata aggravante, per i primi due in quanto colpevoli di concorso morale, per Bompressi in quanto agì comunque in concorso. In tutti i gradi di giudizio in cui vi fu condanna venne ripetuta la stessa pena.
Il principale legale di Sofri fu Gian Domenico Pisapia, deceduto nel 1995 e sostituito da Alessandro Gamberini.
I primi due gradi di giudizio (1990 e 1991) si conclusero con la condanna degli imputati. Già avverso alla sentenza di primo grado, Adriano Sofri non interpose appello, volendo scontare la pena come forma di protesta in quanto, come gli altri, si dichiarò sempre estraneo pur assumendosi una responsabilità morale: la sentenza non ebbe però esecuzione per l'effetto espansivo del ricorso presentato dai suoi coimputati (anche Leonardo Marino fece appello). Dopo la nuova condanna Sofri cambiò idea e presentò ricorso in Corte di Cassazione. Vi è da dire che la decisione di ritenere l'appello altrui impeditivo del passaggio in giudicato della condanna anche nei confronti del non appellante Sofri (per effetto espansivo, per l'appunto) non era affatto scontata, anzi segnò un precedente inedito in giurisprudenza.
Sofri, prima dell'inizio del giudizio di legittimità, intraprese uno sciopero della fame per protestare contro lo spostamento del giudizio dalla prima sezione, quella di Corrado Carnevale (soprannominato «l'ammazzasentenze» per la sua propensione ad annullare le condanne per minimi vizi di forma, e quindi ritenuto più favorevole), alla sesta. Il presidente della Cassazione affidò allora il giudizio alle sezioni unite, che annullarono nel 1992 questi primi verdetti affermando «l'impossibilità di irrogare una condanna sulla sola base di una chiamata in correo priva di riscontri oggettivi».

#### La sentenza «suicida» e la condanna
Nel seguente giudizio di rinvio in appello (1993) Sofri (e tutti i coimputati, Marino compreso) sono stati assolti in base all'articolo 530 comma 2 c.p.p. (che riguarda quei casi in cui il vecchio codice prevedeva l'assoluzione per insufficienza di prove), con l'apporto decisivo dei giudici popolari. La motivazione della sentenza venne redatta dai giudici togati (in particolare dal magistrato Ferdinando Pincioni che si era pronunciato contro l'assoluzione, rimanendo in posizione di minoranza all'interno del collegio giudicante) in termini incoerenti con il dispositivo assolutorio, venendo definita «suicida» e aprendo le porte a un nuovo annullamento in Cassazione nel 1994, accogliendo il ricorso della Procura di Milano contro quest'ultimo giudizio, che diversamente sarebbe stato confermato. In realtà la motivazione «suicida» era una sentenza redatta da un giudice estensore che non condivideva l'assoluzione degli imputati (cosa piuttosto frequente nei processi penali) e non un «imbroglio» (che presuppone il dolo, sempre escluso in sede sia disciplinare sia penale).

Ovidio Bompressi.

Aveva così luogo un nuovo giudizio di rinvio (1995), più veloce e meno seguito dal pubblico, che questa volta si concludeva con la condanna di Sofri e degli altri. Sofri presentò quindi una denuncia contro il magistrato Giangiacomo Della Torre, accusato dall'ex leader di LC di aver fatto pressione sui giudici, ma questa verrà archiviata due anni dopo. Questa ennesima sentenza, che riprendeva le sentenze di primo grado e del primo processo d'appello, veniva infine confermata in Cassazione nel 1997, passando in giudicato dopo sette gradi di giudizio (compresi gli annullamenti). Di conseguenza Sofri e Bompressi si costituirono presso il carcere Don Bosco di Pisa; Giorgio Pietrostefani, rientrato dalla Francia dove viveva per non sottrarsi al processo, si costituì in comune accordo con gli altri due.
La condanna definitiva fu a 22 anni per Sofri e Pietrostefani, come mandanti dell'omicidio, 22 a Bompressi come esecutore materiale, mentre a Leonardo Marino furono concesse le attenuanti generiche e il reato fu dichiarato prescritto per via del fattore tempo (dovuto agli altri imputati che portarono il processo per le lunghe).
I tre condannati ricorsero a forme di protesta come lo sciopero della fame, dicendosi pronti a tutto, e partecipando anche ad iniziative per altri casi giudiziari, come la protesta dei detenuti a favore di Silvia Baraldini, detenuta negli Stati Uniti.
Qualche anno dopo aveva luogo un'ulteriore fase di giudizio a seguito dell'accoglimento da parte della Cassazione della richiesta di revisione presentata da Sofri. Nel 1999 gli imputati furono scarcerati temporaneamente. Questo nuovo processo si svolse presso la Corte d'appello di Venezia (dopo il rifiuto precedente delle corti di Milano e Brescia). Il 24 gennaio 2000 la Corte d'appello di Venezia rigettò l'istanza di revisione dopo sei giorni di camera di consiglio, con una pronuncia assai breve e senza confutare le prove a discolpa addotte dalla difesa (non fu accettato l'alibi di Bompressi, poiché «la sua fisionomia è compatibile con le rievocazioni dei testi oculari» di Milano), condannando nuovamente, tramite conferma del dispositivo del 1997, Sofri, Bompressi e Pietrostefani a 22 anni, e Marino a 11 (pena prescritta), e senza diminuire le pene ma confermandole tutte in pieno. Il verdetto fu accolto da incredulità e generale contrarietà anche da parte del mondo politico, con l'eccezione di alcuni esponenti della destra.
Prima della conferma della condanna, Pietrostefani si sottrasse all'esecuzione della pena fuggendo in Francia (dove tuttora vive) e beneficiando della dottrina Mitterrand, mentre Sofri e Bompressi (quest'ultimo con alcune settimane di ritardo, essendo temporaneamente resosi irreperibile) rientrarono nel carcere di Pisa già nei primi mesi del 2000.
I giudici veneziani aggiunsero però una parte controversa, favorevole anche all'immediata grazia o alla liberazione condizionale per i tre, poiché fu definito enorme il tempo trascorso e senza bisogno di rieducazione dei condannati, e uno degli avvocati di Sofri rilevò anche un profilo di incostituzionalità non accennato dai giudici, legato all'articolo 27. Si parlò anche di incostituzionalità perché la condanna si sarebbe basata su una legge abrogata da una legge costituzionale, per la quale non poteva bastare la parola di un pentito solo, senza riscontri validi.
Bompressi venne quasi subito nuovamente scarcerato per l'incompatibilità della situazione carceraria con la sua salute, per cui il solo Sofri rimase a scontare la pena.
Il PG della Cassazione Vito Monetti, il 4 ottobre 2000, chiese l'annullamento della sentenza di condanna e l'accoglimento dell'appello dei legali di Pietrostefani, quindi un nuovo appello di revisione (per «illegittima inclusione» di Leonardo Marino tra i coimputati del processo, decisione che «ha impedito che fosse ascoltata come testimone la Bistolfi, compagna di Marino»); il giorno seguente la Suprema Corte confermò invece il dispositivo, rendendo definitiva anche la decisione del processo di revisione.
Nel 2003 la Corte europea dei diritti dell'uomo respinse un ulteriore ricorso dei tre condannati, chiesto a causa dell'irregolarità testimoniale della teste Bistolfi, in violazione dell'articolo 6 (giusto processo: diritto a «interrogare o far interrogare i testimoni a carico ed ottenere la convocazione e l'interrogazione dei testimoni a discarico nelle stesse condizioni dei testimoni a carico») della convenzione europea per la salvaguardia dei diritti dell'uomo e delle libertà fondamentali.
Nel 2005, facendo riferimento alle dichiarazioni del 1998 di Raimondo Etro e di altri brigatisti, i quali sostenevano che l'assassino di Calabresi fosse Valerio Morucci, venne presentata una nuova richiesta di revisione alla Corte d'appello di Milano per «ragionevole dubbio di non colpevolezza» (nonostante il procedimento su Morucci fosse stato archiviato), ma venne respinta (il «ragionevole dubbio», pur già espresso in giurisprudenza, è stato introdotto nel codice solo nel 2006).
In totale vi furono 9 gradi di giudizio sul caso Calabresi – 7 regolari e 2 di revisione – per un totale di quattro condanne, due annullamenti, un'assoluzione e due conferme in Cassazione.

### La detenzione (1997-2012)

Adriano Sofri nel 1993

Nel 1997, con la conclusione del lungo iter processuale e la condanna, iniziò il periodo di detenzione di Adriano Sofri, che ha scontato parte della pena nel carcere don Bosco di Pisa. Inizialmente sarebbe dovuto rimanere in carcere fino al 2019, per il totale dei 22 anni di condanna. La detenzione fu brevemente interrotta a partire dal 24 agosto 1999, quando la corte d'appello accolse la revisione del processo e scarcerò per 6 mesi gli imputati, che furono nuovamente condannati e arrestati il 20 gennaio 2000.

#### La semilibertà e la malattia (2005)
Nel giugno del 2005 ottenne la semilibertà per collaborare con la Scuola Normale Superiore di Pisa alla sistemazione degli archivi di Eugenio Garin e Sebastiano Timpanaro, rientrando in carcere ogni sera.
Nel novembre dello stesso anno, mentre si trovava solo in cella (a Sofri venne assegnata una piccola cella singola, circa 2,5 m x 1,5), venne colpito dalla sindrome di Boerhaave, una malattia piuttosto rara che gli comporta la rottura di cinque centimetri dell'esofago, con una grave emorragia interna. Sofri venne soccorso, tracheotomizzato e posto in coma farmacologico (per circa 1 mese), dopo una delicata operazione chirurgica. A causa delle gravi condizioni di salute (pneumotorace e pneumomediastino con comunicazione mediastino-pleurica e rischio di sepsi), che gli imposero un lungo ricovero all'ospedale "Santa Chiara" di Pisa, gli venne concessa la sospensione della pena, tramite provvedimento di differimento dell'esecuzione della pena per motivi di salute. Venne dichiarato fuori pericolo dopo più di sei mesi.

#### Concessione degli arresti domiciliari (2006)
Nel gennaio del 2006 venne dimesso, tornando in libertà per il periodo di convalescenza rimanente.
Lo stesso anno ottenne 23 voti all'elezione del Presidente della Repubblica, in segno di sostegno da parte del gruppo parlamentare radical-socialista della Rosa nel Pugno. Fino al gennaio 2012 scontò la pena in regime di detenzione domiciliare, ma ebbe l'autorizzazione a partecipare a vari incontri e trasmissioni televisive. Durante la detenzione Sofri ha continuato la sua attività giornalistica e letteraria.

### Le richieste di grazia e il movimento innocentista

#### Le critiche all'impianto processuale
Sofri non ha mai presentato personalmente richiesta di grazia, ritenendo un tale atto incongruo a sanare la posizione personale di un innocente. Tuttavia, intorno al caso Sofri è sorto in Italia un movimento innocentista di opinione pubblica volto a promuovere l'atto di clemenza, e che in maggioranza non riteneva autentica la verità processuale.
Ne fanno parte molti esponenti della sinistra, ma anche personaggi di altre correnti politiche. La confessione di Marino, difatti, e l'attendibilità che gli fu attribuita furono oggetto di critiche da parte della difesa dei tre chiamati in correità e da un movimento di opinione (per esempio, Dario Fo ironizzò ripetutamente sul fatto che Marino si propose sempre come l'autista del commando, che secondo i testimoni invece era una donna, come riferito da tre persone presenti, cioè Pietro Pappini, Luigi Gnatti, Adela Dal Piva). In particolare si contesta l'insistenza delle sentenze sulla motivazione di primo grado, già annullata e rivista dalla Cassazione, e poi ripresa, per anomalie giuridiche, dai successivi gradi di giudizio senza modifiche e non tenendo conto di nuovi elementi e valutazioni.
L'avvocato di Marino, Gianfranco Maris, dichiarò nel 2000, dopo la fine del processo di revisione che condannò nuovamente Sofri:

#### Il movimento pro-Sofri
Tra gli esponenti innocentisti o comunque a favore della grazia si trovarono tra gli altri giornalisti come Giuliano Ferrara, ex appartenenti a Lotta Continua come Gad Lerner e Marco Boato, ex esponenti del Soccorso Rosso Militante come Dario Fo, Franca Rame (i due attori donarono l'incasso di molti spettacoli per la difesa di Sofri, Bompressi e Pietrostefani) e Pietro Valpreda, alcuni tra gli autori della campagna di stampa contro Calabresi che ne precedette l'assassinio come i firmatari della lettera su L'Espresso, oltre ad altri come Don Luigi Ciotti, Massimo D'Alema, Claudio Martelli, Walter Veltroni, Piero Fassino, Ferdinando Imposimato, Bobo Craxi, l'ex Presidente della Repubblica Francesco Cossiga e Marco Pannella. Inoltre aderirono a questo elenco trasversale e internazionale, prima e dopo la condanna, numerosi esponenti della cultura, dell'arte e della politica come Francesco Guccini, Vasco Rossi (che concesse l'uso del titolo di una sua canzone, Liberi liberi, al comitato in favore dei tre condannati, l'Associazione Liberi Liberi presieduta da Giovanni Buffa), Adriano Celentano, Giorgio Gaber, Jovanotti, Gianna Nannini, Paolo Hendel, Toni Capuozzo, Paola Turci, Alexander Langer, Emmanuelle Béart, Manuel Vázquez Montalbán, Vittorio Sgarbi, Jacqueline Risset, Francesco Tullio Altan, Niccolò Ammaniti, Stefano Benni, Pino Cacucci, Leonardo Sciascia, Oreste Del Buono, Carlo Feltrinelli, Enrico Deaglio, Gianni Vattimo, Andrea Zanzotto, Luigi Ferrajoli, gli Almamegretta, Franco Battiato, Lucio Dalla, Fabrizio De André, Diego Abatantuono, Antonio Albanese, Claudio Amendola, Bernardo Bertolucci, Antonio Tabucchi (autore con Umberto Eco del paragone con la vicenda Zola-Dreyfus), Vittorio Feltri e suo figlio Mattia, Luigi Berlinguer, Ermete Realacci, Fabio Fazio, Gillo Pontecorvo, Gabriele Salvatores, Luigi Manconi, Giorgio Bocca, Franco Corleone, Gaetano Pecorella, Sergio Staino, Massimo Cacciari, Vannino Chiti, Renato Nicolini.
Il pentito, afferma la tesi innocentista, sarebbe caduto in contraddizioni durante il processo, che lo avrebbero portato a correggere diverse volte la propria testimonianza nelle parti che riguardavano la partecipazione come mandanti di Adriano Sofri e Giorgio Pietrostefani.
Diversa fu la posizione di Indro Montanelli: il giornalista considerava sincero il pentimento di Marino, respingendo il tentativo di farlo passare per un giocatore d'azzardo, proprietario di appartamenti e investitore di capitali nella sua attività, e si rivolse a Sofri affinché riconoscesse la sua responsabilità morale nell'omicidio Calabresi chiedendo scusa alla famiglia. L'ex leader di LC, che precedentemente aveva commentato le critiche di Montanelli nei suoi confronti trovandovi «uno spirito di maramaldo», rispose di aver già chiesto scusa, ma Montanelli ribadì di sostenere la richiesta di grazia a patto che riconoscesse, in una lettera a Gemma Calabresi e ai suoi figli, «che la campagna di denigrazione e di istigazione contro il loro congiunto – il più corretto funzionario della polizia di Milano – fu un'infamia». Quando la Corte d'appello di Brescia respinse la richiesta di revisione Sofri reagì definendo l'Italia, dal punto di vista giudiziario, «un paese turco», e Montanelli replicò scrivendo: «[Sofri] Non si è sottratto al processo con una fuga che gli sarebbe stata facilissima, si è addossato tutte le responsabilità, non ha mai abbassato la testa: insomma, un contegno da uomo. Ma proprio per questo non mi aspettavo che si atteggiasse a "perseguitato" di uno Stato "turco" come lui ha definito quello nostro, che lo autorizza a ricevere in prigione tutte le persone che vuole, a tenervi conferenze stampa, a scrivere sui giornali e che visibilmente sta cercando qualche decente via d'uscita a questa vicenda. Speriamo che le sue parole non giungano mai all'orecchio di Ocalan, cui farebbero sicuramente girare le scatole». Nel 2000, dopo la conferma della condanna, un po' per sfinimento e un po' per il trascorrere del tempo, Montanelli firmò un appello per la grazia a Sofri, chiedendo al Capo dello Stato di chiudere in qualche modo la questione, per «evitare di continuare ad andare avanti con la testa all'indietro».
Nel 1997 il Presidente della repubblica Oscar Luigi Scalfaro, pur sollecitato da numerosi parlamentari, circa 200, e da molti cittadini comuni (160.000 firmatari) e la non opposizione della vedova Calabresi, rifiutò di firmare la grazia, con una lettera ai presidenti delle Camere, Luciano Violante e Nicola Mancino. Alcuni senatori di entrambi gli schieramenti (Ersilia Salvato, Cesare Salvi, Luigi Manconi, Domenico Contestabile e Francesca Scopelliti) promossero un disegno di legge rimasto giacente (soprannominato «legge Sofri») sulla libertà condizionale per i reati precedenti a 20 anni (se non reiterati), volta a promuovere una sorta di amnistia sociale nei confronti dei reati «politici» degli anni di piombo, chiesta anche dai «fuoriusciti», cioè gli ex terroristi che vivevano in Francia sotto la dottrina Mitterrand. Marco Boato promosse invece durante la presidenza di Carlo Azeglio Ciampi un disegno di legge costituzionale per conferire al Presidente il potere esclusivo di concessione della grazia.
Tra il 2001 e il 2006 i ripetuti inviti a dare corso alla richiesta di grazia, avanzati in maniera trasversale da esponenti della politica e della cultura (ma mai da Sofri in persona), sono sempre stati respinti dal Ministro della Giustizia Roberto Castelli, malgrado il Presidente della Repubblica Carlo Azeglio Ciampi avesse nello stesso periodo più volte manifestato la volontà di concederla, tanto da giungere a un conflitto con il guardasigilli risolto poi dalla Corte Costituzionale che, con sentenza n. 200 del 18 maggio 2006, ha stabilito che non spetta al Ministro della Giustizia di impedire la prosecuzione del procedimento di grazia, ma esso è un libero provvedimento motu proprio del Capo dello Stato; in poche parole Ciampi avrebbe potuto concedere la grazia anche senza la controfirma del guardasigilli.
Alla fine la grazia non fu concessa perché la sentenza fu emessa tre giorni dopo che Ciampi aveva concluso il suo mandato di Presidente della Repubblica.
La grazia fu invece concessa a Ovidio Bompressi, autore materiale secondo la sentenza in Cassazione, dell'omicidio Calabresi, che ne fece richiesta al neoeletto Napolitano (fu uno dei suoi primi atti).

### La posizione sull'indulto
Sofri ha partecipato attivamente al dibattito legato al provvedimento di indulto del 2006. Nell'ambito di tale dibattito, ha avuta una certa eco mediatica l'accesa polemica con il giornalista Marco Travaglio, che l'ha accusato di beneficiare lui stesso dell'indulto.

### Fine pena ed eventi successivi
Il 16 gennaio 2012, godendo di alcuni sconti e riduzioni, tra cui l'indulto del 2006, l'ufficio di sorveglianza di Firenze ha firmato il provvedimento di fine pena per Adriano Sofri, che ha scontato, sotto vari regimi di detenzione (9 anni in carcere, 7 in semilibertà e arresti domiciliari), una pena complessiva di circa 15-16 anni di reclusione, così ridotta dai 22 iniziali, ed è tornato un uomo libero, dopo 22 anni esatti dalla prima condanna del 1990. Il primo servizio giornalistico di Sofri dopo la liberazione definitiva fu un reportage sul naufragio della Costa Concordia all'Isola del Giglio (13 gennaio 2012), dove ha documentato e partecipato ai soccorsi dei giorni seguenti.
Nel 2015 venne nominato tra i consulenti esterni, a titolo gratuito, di una "tavola rotonda" dei cosiddetti "stati generali" per la riforma delle carceri, su indicazione del ministro Andrea Orlando, ma rinunciò in seguito alle polemiche suscitate. Lo stesso anno Sofri ha partecipato alla commemorazione del ventennale della morte di Alexander Langer, svoltasi presso il Parlamento europeo a Bruxelles; Sofri era stato oratore anche della commemorazione immediata due settimane dopo il suicidio dell'amico nel 1995.

## Cultura di massa

### Musica
Ad Adriano Sofri e alla sua vicenda giudiziaria sono state dedicate alcune canzoni, come Il Gigante di Paola Turci, dall'album Stato di calma apparente (2004), Lettera ad Adriano del gruppo italiano Zarathustra, Che giorno è di Raf, da La prova (1998) e Ci si rivedrà di Ivan Della Mea, da Ho male all'orologio (1978).

### Filmografia
- Le parole del carcere - Adriano Sofri racconta, intervista di Thomas Radigk (1997). La nascita, la storia e lo scioglimento di Lotta Continua.
- Parlata con Adriano Sofri (Italia, 2004), video-intervista di Alessandro Brucini e Jacopo Tabanelli, girata all'interno del carcere "Don Bosco", produzione dell'Università di Pisa.

### Teatro
- Marino libero! Marino è innocente!, opera teatrale di Dario Fo sul processo Calabresi

## Opere
- Memoria, Sellerio editore, 1990
- L'ombra di Moro, Sellerio Editore, 1991
- Il futuro anteriore. Come si scrivono le sentenze, Stampa Alternativa, 1992, ISBN 978-88-7226-103-3
- Le prigioni degli altri, Sellerio Editore, 1993
- Il nodo e il chiodo, Sellerio Editore, 1995 ISBN 88-389-1140-1
- Si allontanarono alla spicciolata. Le carte riservate di polizia su Lotta continua, a cura di A. Sofri e Luca Sofri, Palermo, Sellerio, 1996. ISBN 88-389-1228-9
- Il malore attivo dell'anarchico Pinelli, Palermo, Sellerio, 1996. ISBN 88-389-1220-3. Questo libro si trova anche nel cofanetto Libro+Dvd, 12 dicembre un film di Pier Paolo Pasolini e Lotta Continua. Con contributi tra gli altri di Goffredo Fofi e Licia Pinelli, ISBN 9788885747364, Interno4 edizioni, Rimini, 2019
- Lo specchio di Sarajevo, Sellerio Editore, 1997 ISBN 88-389-1265-3
- Passato remoto. Note a una sentenza che vuole essere definitiva, Stampa alternativa, 1997
- A doppia mandata. Riflessioni sul carcere, la pena, la giustizia, Stampa Alternativa, 1997
- Adriano Sofri, il '68 e il Potere Operaio pisano, con AA.VV., Massari, 1998
- Piccola posta, Sellerio Editore, 1999 ISBN 88-389-1534-2
- Racconto di Natale, Einaudi, 2002 con illustrazioni di Sergio Staino ISBN 88-06-16490-2
- Altri Hotel. Il mondo visto da dentro, 1997-2002, Mondadori, 2002
- Gli angeli del cortile, Einaudi, 2003 con illustrazioni di Isabella e Sergio Staino ISBN 88-06-16738-3
- L'impero delle cicale. Il terzo racconto di Natale, Coconino Press, 2004 con illustrazioni di Isabella e Sergio Staino ISBN 88-7618-007-9
- Giocare da libero. Conversazione con Adriano Sofri, con Teo De Luigi, Limina, 2005 ISBN 88-88551-54-9
- Chi è il mio prossimo, Sellerio Editore, 2007 ISBN 88-389-2259-4
- Contro Giuliano. Noi uomini, le donne e l'aborto, Sellerio Editore, 2008 ISBN 978-88-389-2316-6
- La notte che Pinelli, Sellerio Editore, 2009 ISBN 88-389-2371-X
- Beati i poveri in spirito, perché di essi è il regno dei cieli, Lindau, 2012 con Gianfranco Ravasi ISBN 978-88-7180-983-0
- Doppio rosso. Cina e Cuba. La differenza, la somiglianza, Skira, 2012 con De Benedetti Neige e Visetti Giampaolo ISBN 978-88-572-1389-7
- 43 anni. Piazza fontana, un libro, un film, instant book, autopubblicato on-line, 2012
- Machiavelli, Tupac e la Principessa, Sellerio Editore, 2013 ISBN 978-88-389-3130-7
- Reagì Mauro Rostagno sorridendo, Sellerio Editore, 2014 ISBN 978-88-389-3272-4
- Una variazione di Kafka, Sellerio Editore, 2018 ISBN 978-88-389-3747-7
- Il martire fascista,  Sellerio Editore, 2019 ISBN 978-88-389-3983-9
- C'era la guerra in Cecenia, Sellerio Editore, 2023, ISBN 978-88-389-4594-6

### Traduzioni
- Rapporto ispettivo del Comitato europeo per la prevenzione della tortura, 1992